# گوتووو ماوه
گوتووو ماوه (به لاتین: Gutowo Małe) یک روستا در لهستان است که در گمینا وژشنگا واقع شده‌است.